# Stortjärnen (Junsele socken, Ångermanland, 707831-156680)
Stortjärnen är en sjö i Sollefteå kommun i Ångermanland och ingår i Ångermanälvens huvudavrinningsområde. Sjön har en area på 0,0654 kvadratkilometer och ligger 262,1 meter över havet.

## Delavrinningsområde
Stortjärnen ingår i det delavrinningsområde (708011-156563) som SMHI kallar för Utloppet av Gulsele Dämn.Område. Medelhöjden är 294 meter över havet och ytan är 38,24 kvadratkilometer. Räknas de 1130 avrinningsområdena uppströms in blir den ackumulerade arean 10 878,94 kvadratkilometer. Avrinningsområdets utflöde Ångermanälven mynnar i havet. Avrinningsområdet består mestadels av skog (66 procent) och sankmarker (17 procent). Avrinningsområdet har 4,04 kvadratkilometer vattenytor vilket ger det en sjöprocent på 10,6 procent.